# Expression Design
Expression Design (antes llamado Expression Graphic Designer, cuyo nombre en código era Acrylic) es una herramienta desarrollada por Microsoft, para los profesionales creativos y desarrolladores que quieran crear gráficos para su aplicación en interfaces de usuario, la web, o cualquier otro medio, ofreciendo potentes funciones que ayudarán a expresar la  creatividad.